# Slow Dancer
Slow Dancer es el sexto álbum de estudio por el músico estadounidense Boz Scaggs, publicado originalmente por Columbia Records en 1974. Fue producido por Johnny Bristol.

## Diseño de portada
El álbum fue inicialmente publicado con una foto de portada de Boz Scaggs caminando solo en la playa, tomada por Annie Leibovitz. Después del éxito comercial de Silk Degrees en 1976, Slow Dancer fue relanzado con un nuevo diseño de portada, el cual mostraba a Scaggs inclinándose para besar el pecho de una mujer. Esta foto fue tomada por Ethan Russell.

## Lanzamiento
El sencillo principal del álbum, «You Make It So Hard (to Say No)», fue publicado el 8 de marzo de 1974.
Slow Dancer fue publicado en marzo del mismo año por Columbia Records. El álbum se convirtió en un éxito moderado, alcanzando el puesto #81 en el Billboard 200 y el #62 en el Kent Music Report. También fue certificado con disco de oro por la Asociación de Industria Discográfica de Estados Unidos.
El segundo y último sencillo, «Slow Dancer» fue publicado en septiembre de 1974 en los Estados Unidos junto con «Pain Of Love» como lado B.

## Recepción de la crítica
Un escritor no especificado de la revista Cash Box indicó que “la consumada maestría musical, técnica vocal y capacidad de escritura de Boz abundan en su último LP de Columbia”, y añadió: “El paquete completo ofrece una amplia gama de sonidos, desde ultracomercial hasta rock r&b”. Un escritor no especificado de la revista Billboard escribió: “Bristol ha llevado a Scaggs al reino del soul comercial, con todos los sonidos rítmicos familiares, cuerdas exuberantes que cuelgan junto con el bajo y la batería, y una variedad de melodías que permiten al ex miembro de Steve Miller Band ampliar sus habilidades vocales”.

## Lista de canciones
Todas las canciones escritas y compuestas por Boz Scaggs, excepto donde está anotado. 
| Lado uno |                                   |                                       |          |  |
| N.º      | Título                            | Escritor(es)                          | Duración |  |
| 1.       | «You Make It So Hard (to Say No)» |                                       | 3:28     |  |
| 2.       | «Slow Dancer»                     | George Daly, Scaggs                   | 3:10     |  |
| 3.       | «Angel Lady (Come Just In Time)»  | Johnny Bristol, Jim McDonough, Scaggs | 3:25     |  |
| 4.       | «There Is Someone Else»           |                                       | 4:29     |  |
| 5.       | «Hercules»                        | Allen Toussaint                       | 4:00     |  |

| Lado dos |                       |                         |          |  |
| N.º      | Título                | Escritor(es)            | Duración |  |
| 1.       | «Pain of Love»        | Bristol                 | 3:08     |  |
| 2.       | «Sail on White Moon»  | Bristol                 | 3:10     |  |
| 3.       | «Let It Happen»       | Bristol, Scaggs         | 3:15     |  |
| 4.       | «I Got Your Number»   | Bristol, Gregory Reeves | 3:40     |  |
| 5.       | «Take It for Granted» |                         | 4:19     |  |

## Créditos
Créditos adaptados desde las notas del álbum.
- Boz Scaggs – voz principal y coros, guitarra
- David Cohen, David T. Walker, Dennis Coffey, Greg Poree, Jay Graydon, Wah Wah Watson, Red Rhodes – guitarras
- Clarence McDonald, Jerry Peters, Joe Sample, Mike Melvoin, Russell Turner – teclado
- James Jamerson, Jim Hughart – bajo eléctrico
- Ernie Watts, Fred Jackson, John Kelson – saxofón
- George Bohanon, Lon Norman – trombón
- Chuck Findley, Jack H. Laubach, Paul Hubinon, Warren Roché – trompeta, fliscorno
- Gene Estes, John Arnold – percusión, vibráfono
- Ed Greene, James Gadson – batería
- Joe Clayton, King Errison – congas
- Carolyn Willis, Julia Tillman Waters, Lorna Willard, Myrna Matthews, Pat Henderson - coros
- H.B. Barnum – arreglos orquestales

Personal técnico
- Johnny Bristol – productor
- Greg Venable – ingeniero
- Al Schmitt – remezclas

Diseño
- Ethan Russell – fotografía
- Tony Lane – diseño de portada

## Posicionamiento
| Gráficas (1974–77)             | Pico de posición |
| ------------------------------ | ---------------- |
| Australia (Kent Music Report)  | 62               |
| Estados Unidos (Billboard 200) | 81               |